# Ronny (Fußballspieler, 1983)
Ronny Carlos da Silva (* 25. Februar 1983 in Sertãozinho), genannt Ronny, ist ein ehemaliger brasilianischer Fußballspieler.

## Karriere
Ronny kam im Juli 2005 zum portugiesischen Erstligisten FC Paços de Ferreira. Mit der Mannschaft gelang ihm in der Spielzeit 2006/07 als Sechster die Qualifikation zum UEFA-Pokal. Anschließend wechselte er zu Shanghai Shenhua in die chinesische Super League. Anfang 2008 verpflichtete ihn der Ligakonkurrent Shaanxi Chanba. In seinem ersten Jahr verpasste er mit dem Team knapp die Qualifikation zur Champions League, die darauffolgende Saison schloss er auf einem Platz im unteren Mittelfeld ab. Er kehrte Anfang 2010 in seine brasilianische Heimat zurück, wo ihn America FC aus Rio de Janeiro unter Vertrag nahm.
Im Juli 2010 wechselte Ronny abermals nach Portugal und schloss sich dem SC Beira-Mar an. Nach einem halben Jahr bekam er im März 2011 die erneute Gelegenheit, nach China zu wechseln. Der Zweitligist Guangdong Sunray Cave verpflichtete ihn für wenige Spiele, ehe ihn im Juli 2011 der rumänische Erstligist CFR Cluj unter Vertrag nahm. Dort wurde er auf Anhieb zum Stammspieler und gewann mit der Meisterschaft 2012 seinen ersten Titel. In der Saison 2013/14 war er an den portugiesischen Klub Rio Ave FC ausgeliehen, kam dort aber nur zu einem Einsatz.
Nach Ende der Saison 2013/14 wurde sein Vertrag in Cluj nicht verlängert. Anschließend war er mehr als eineinhalb Jahre ohne Verein, ehe er sich im Februar 2016 Comercial FC in seiner brasilianischen Heimat anschloss. Dort konnte er in der dritten Liga des Bundesstaates São Paulo acht Tore in 14 Spielen erzielen. Anfang 2017 wechselte er zu Ligakonkurrent Sertãozinho FC in seine Heimatstadt, wo er im selben Jahr seine aktive Laufbahn beendete.

## Erfolge
- Rumänischer Meister: 2012